# Neperiodické dláždění

Penroseovo dláždění se dvěma základními dlaždicemi

Neperiodické dláždění vytvořené jedním typem dlaždice. Toto dláždění ale vyžaduje využít i zrcadlové obrazy dlaždic. Existuje ale i varianta, kdy je potřeba využít pouze otáčení a posouvání bez zrcadlení.

Neperiodické dláždění je takový druh dláždění, který s konečnou množinou dlaždic vytvoří dláždění, které se pravidelně neopakuje, takže není invariantní vůči žádnému posunutí. Nejznámějším typem je Penroseovo dláždění.